# Hal Cooper
Hal Cooper (New York, 23 febbraio 1923 – Los Angeles, 11 aprile 2014) è stato un regista statunitense.

## Biografia
Ha lavorato soprattutto per la televisione dirigendo centinaia di episodi di serie televisive. È noto in particolare per aver diretto le serie TV La piccola grande Nell (81 episodi), Maude (126), Strega per amore (54) e Caro John (67). Ottenne tre nomination per il Directors Guild of America Award (1974, 1976, 1977) e due nomination per gli Emmy Award (1976, 1978). È anche apparso in qualche cameo, tra cui le partecipazioni a Una moglie per papà nel ruolo di Gus. La sua carriera di regista spiccò il volo quando nel 1962 Carl Reiner gli chiese di dirigere due episodi di The Dick Van Dyke Show, dopo di cui diresse decine di situation comedy tra le più popolari degli anni sessanta e settanta. In seguito affermò: "Le sitcom sono più soddisfacenti, più facili e più familiari".

## Filmografia
- For Better or Worse – serie TV, 1 episodio (1959)
- The Clear Horizon – serie TV, 1 episodio (1960)
- The Dick Van Dyke Show – serie TV, 2 episodi (1962)
- The Art Linkletter Show – serie TV, 1 episodio (1963)
- L'isola di Gilligan (Gilligan's Island) – serie TV, 2 episodi (1965-1967)
- Death Valley Days – serie TV, 9 episodi (1965-1968)
- Strega per amore (I Dream of Jeannie) – serie TV, 54 episodi (1966-1969)
- Hazel – serie TV, 1 episodio (1966)
- Gidget – serie TV, 3 episodi (1966)
- Quella strana ragazza (That Girl) – serie TV, 23 episodi (1967-1970)
- Insight – serie TV, 13 episodi (1967-1980)
- Le Spie – serie TV, 1 episodio (1967)
- Mayberry R.F.D. – serie TV, 38 episodi (1968-1971)
- The Flying Nun – serie TV, 1 episodio (1968)
- Doris Day Show – serie TV, 2 episodi (1969-1970)
- Una moglie per papà – serie TV, 27 episodi (1969-1972)
- Il fantastico mondo di Mr. Monroe (My World and Welcome to It) – serie TV, 2 episodi (1969)
- La famiglia Brady (The Brady Bunch) – serie TV, 8 episodi (1970-1973)
- La strana coppia (The Odd Couple) – serie TV, 11 episodi (1970-1973)
- Room 222 – serie TV, 1 episodio (1970)
- Love, American Style – serie TV, 2 episodi (1971)
- The Good Life – serie TV, 1 episodio (1971)
- Funny Face – serie TV, 2 episodi (1971)
- Getting Together – serie TV, 1 episodio (1971)
- Arcibaldo – serie TV, 2 episodi (1972)
- Mary Tyler Moore Show – serie TV, 2 episodi (1972)
- Bobby Jo and the Good Time Band – film TV (1972)
- Maude – serie TV, 1 episodio (1973-1978)
- Love Thy Neighbor – serie TV, 1 episodio (1973)
- Jerry – film TV (1974)
- Sanford and Son – serie TV, 2 episodi (1974)
- Apple's Way – serie TV, 1 episodio (1974)
- Giorno per giorno (One Day at a Time) – serie TV, 1 episodio (1975)
- All's Fair – serie TV, 1 episodio (1976)
- The Dumplings – serie TV, 1 episodio (1976)
- Free Country – serie TV, 3 episodi (1978)
- Così così (Another Day) – serie TV, 1 episodio (1978)
- Phyl & Mikhy – serie TV, 6 episodi (1980)
- And They All Lived Happily After – film TV (1981)
- Con affetto, tuo Sidney (Love, Sidney) – serie TV, 22 episodi (1982-1983)
- The Astronauts – film TV (1982)
- Million Dollar Infield – film TV (1982)
- La piccola grande Nell (Gimme a Break!) – serie TV, 81 episodi (1983-1987)
- A Fine Romance – film TV (1983)
- Comedy Factory – serie TV, 1 episodio (1986)
- The Stiller & Meara Show – film TV (1986)
- CBS Summer Playhouse – serie TV, 1 episodio (1987)
- Il cane di papà (Empty Nest) – serie TV, 19 episodi (1988-1989)
- Caro John (Dear John) – serie TV, 67 episodi (1989-1992)
- Starting Now (TV short) (1989)
- The Powers That Be – serie TV, 14 episodi (1992-1993)
- Too Something – serie TV, 1 episodio (1995)
- Troppi in famiglia (Something So Right) – serie TV, 1 episodio (1997)